# ميتش موراي
ميتش موراي (بالإنجليزية: Mitch Murray)‏ هو كاتب أغاني وكاتب ومنتج أسطوانات بريطاني، ولد في 30 يناير 1940 في هوف في المملكة المتحدة.

## وصلات خارجية
- ميتش موراي على موقع IMDb (الإنجليزية)
- ميتش موراي على موقع ميوزك برينز (الإنجليزية)
- ميتش موراي على موقع أول ميوزيك (الإنجليزية)
- ميتش موراي على موقع ديسكوغز (الإنجليزية)
- ميتش موراي على موقع قاعدة بيانات الفيلم (الإنجليزية)